# محمد امینی
محمد امینی (۱۳۳۰ – ۲۴ مهر ۱۴۰۱) پژوهشگر تاریخ معاصر ایران و نویسندهٔ ایرانی بود. پدرش نصرت‌الله امینی در زمان نخست‌وزیری محمد مصدق شهردار تهران بود. او از اعضای کنفدراسیون دانشجویان ایرانی بود.

## زندگی
محمد امینی زادهٔ ۱۳۳۰ در جوانی برای تحصیل به آمریکا رفت. نخست چند سالی با گروه‌های چپ افراطی مائوئیست همکاری داشت و بیشتر درپی ایده‌های «طبقاتی» بود تا دلبستگی‌های ملی.
در آستانه انقلاب ۱۳۵۷ با همان شور جوانی و جوشش انقلابی به ایران بازگشت و مدتی با فعالیت‌های تبلیغاتی برای پیشبرد ایده‌های چپ تلاش کرد؛ اما چنان‌که خود به روشنی بیان کرده است رفته رفته به این دیدگاه رسید که در جامعه‌ای مانند ایران که با ایستایی و رکودی تاریخی روبرو است نخست به کار فرهنگی گسترده برای زدودن غبارهای تیره از روی گذشته‌های نه چندان دور نیاز است.
با رشد جنبش روحانیت مبارز به رهبری روح‌الله خمینی او به درستی راه شاپور بختیار پی برد.
امینی دوباره به آمریکا بازگشت تا با مطالعه بنیادی و عمیق تاریخ گذشته نزدیک چگونگی انکشاف و برآمد جمهوری اسلامی از دل یک انقلاب عظیم مردمی را دریابد. او به بررسی سیر و رشد اسلام بنیادگرا و نقش و کارنامه روحانیت شیعه از آغاز سپیده‌دم مدرنیته ایرانی و افکار و کردار مراجع نامدار در برابر مشروطه را پیگیری نمود. در همین رهگذر او نقش روشنفکرانی مانند صادق هدایت و احمد کسروی را ستود که نخستین کار و وظیفه روشنفکری را پیکار با خرافات و بدآموزی‌های متشرعان می‌دانستند و هر نوع سازشی با آن را رد می‌کردند.

## امینی و کسروی
محمد امینی یکی از پرکارترین پژوهشگران در شناساندن کسروی و آثارش است. ویرایش، بازبینی، و نقد آثار احمد کسروی از شیعی‌گری و بهائی‌گری تا صوفی‌گری همچنین زندگی و زمانه احمد کسروی که مجلدی است در توضیح و توشیح کتاب زندگانی من، و آثار نوشتاری نامبرده در کنار جُستارها (مقالات)، نشست‌ها و مصاحبه‌های گفتاری موجود از او پیرامون کسروی گواهی بر این مدعا است.
به داوری او، کسروی دارای چهار شخصیت تاریخ‌پژوه، زبان‌شناس، حقوقدان و رفورماتور (اصلاح‌گر) دینی و اجتماعی در یک کالبد بود. کسروی به گناه پرخاش به شریعت و خرافات، تبدیل به نخستین قربانی ترور دینی در خاورمیانه شد. در ایران تا پیش از کسروی تذکره‌نویسی داشتیم و کسروی آمد و کلید تاریخ‌پژوهی را زد. پس این کار کسروی در تاریخ‌پژوهی تا آن زمان بی مانند بوده است.
روشنفکران در دوران پس از شهریور ۱۳۲۰ یا حکومتی بودند یا توده‌ای و به باور وی احمد کسروی، فریدون آدمیت، و صادق هدایت سه روشنفکری بودند که به واسطه دوری از جریان‌های رایج فکری آن زمان استقلال خود را حفظ کردند. چون تا پیش از شهریور ۱۳۲۰ روشنفکران ایران اندیشه‌هایی با جنبه لیبرال دموکرات داشتند اما پس از شهریور ۱۳۲۰ و در پناه اولین حزب چپ ایران (حزب توده)، اندیشه‌های لیبرال دموکرات جای خود را به اندیشه‌های چپ دادند.

## محمد مصدق
امینی تلاش می‌کرد نشان دهد که برخلاف ادعای دیگران، از جمله محمدرضا پهلوی در کتاب مأموریت برای وطنم، مصدق همواره مدافع پیگیر آزادی‌های مشروح در قانون اساسی بود و هرگز به موازین حکومت دموکراتیک پشت نکرد و پیروزی کودتای ۲۸ مرداد به خاطر پای‌بندی مصدق به موازین حکمرانی دموکراتیک بود.

## حاشیه‌ای بر شیعی‌گری احمد کسروی
ویرایش و نقد کتاب شیعی‌گری از احمد کسروی از آثار محمد امینی است. این نسخه که توسط شرکت کتاب در آمریکا منتشر شده، با افزوده‌ها، بازنگری‌ها و نکات انتقادی بسیار، حجم کتاب کوچک کسروی که در کمتر از صد برگ منتشر شده بود را به بیش از دو برابر افزایش یافته است. او در پیشگفتاری به نسبت بلند، دلیل نگارش کتاب را به تفصیل گزارش داده است. افزوده‌های او در زیرنویس برگ‌های کتاب در بیشتر موارد لازم و سودمند است. آنجا که کسروی به مطلبی تنها اشاره کرده یا نکته‌ای تاریخی را به اجمال آورده و از آن گذشته است او با توضیحات کافی کمبود را برطرف کرده و گاهی با ارائهٔ مراجعی، خواننده را به مطالعهٔ بیشتر و گسترده‌تر فراخوانده است. هر جا کسروی از روی شتابزدگی یا غلیان احساسات نکته‌ای را مسکوت گذاشته یا به گزافه‌گویی پرداخته، ویراستار با توضیحات کافی حق مطلب را ادا کرده است؛ و هر جا کسروی در پرده یا کنایه سخن گفته، ویراستار نیت واقعی نویسنده را توضیح داده و کنه ضمیر او را بازنموده است. او نویسندهٔ بخش‌هایی از مقالهٔ کسروی در دانشنامه ایرانیکا است.

## فعالیت سیاسی
امینی در میانه انقلاب ۱۳۵۷ از شمار هواداران دولت شاپور بختیار بود. همچنین در واپسین سال‌های حکومت پهلوی عضویت کنفدراسیون جهانی محصلین و دانشجویان ایرانی-اتحادیه ملی را در کارنامه سیاسی خود داشت. امینی برای چندین سال در شبکه اندیشه برنامه تلویزیونی یک کلمه و برگی از تاریخ را راه اندازی و در آن به بررسی مسائل تاریخی، فرهنگی، سیاسی و اجتماعی ایرانیان می‌پرداخت. وی خود را جمهوری‌خواه می‌دانست.
از دیگر فعالیت‌های امینی می توان به برنامه دایمی او در روز جمعه ساعت ۹ شب به وقت تهران اشاره کرد که نزدیک به دوسال در کلاب هاوس با نام یک کلمه با محمد امینی برگزار می‌شد.

## خویشاوندان
نصرت‌الله امینی (زاده ۱۲۹۴ و درگذشته ۱۳۸۸) سیاستمدار ایرانی و از یاران وفادار محمد مصدق، پدر او است. محمد امینی برادرزاده بهجت صدر پیش‌کسوت هنرهای تجسمی و استاد دانشکده هنرهای زیبای دانشگاه تهران بود. ایرانشناس هلندی رودی متی باجناق او است.

## آثار
- دست کم دویست نوشتار پژوهشی و سیاسی از محمد امینی به چاپ رسیده و صدها مصاحبه رادیویی و تلویزیونی از حسین مهری با ایشان در دسترس می‌باشد.[۱۳]
- "سوداگری با تاریخ " جلد یکم چاپ نخست: تابستان ۲۰۱۲ میلادی –-۱۳۹۱ خورشیدی ناشر: شرکت کتاب[۱۴] از مصدق در برابر دو اتهام دفاع می‌کند. با ارائه سند و مدرک نشان می‌دهد که مصدق برخلاف ادعای دشمنان در برابر دربار صادق بود و به هیچوجه در دفاع از حکومت مشروطه سستی نشان نداد. از سوی دیگر نشان داد که برخلاف دعوی مخالفان، از جمله شخص محمدرضا شاه پهلوی در کتاب «مأموریت برای وطنم»، مصدق همواره مدافع آزادی‌های قانون اساسی بود و هرگز به موازین دموکراتیک پشت نکرد. پیروزی کودتایی که به سقوط او انجامید، از جمله به خاطر پای‌بندی مصدق به موازین حکمرانی دموکراتیک بود، که سر سوزنی از آن عدول نکرد.[۱۵]
- محمد امینی، فدائیان اسلام و سودای حکومت اسلامی، کالیفرنیا، ارواین، ۲۰۰۳
- محمد امینی، سوداگری با تاریخ، دو جلد، انتشارات شرکت کتاب، لس‌آنجلس، ۲۰۱۲، ۶۷۷ صفحه
- در سال ۱۳۵۸ محمد امینی جزوه ای پژوهشی را تحت عنوان روحانیت میراثی از قرون وسطی با نام مستعار م. الف امید با همکاری آقای کردستانی تألیف و منتشر کرد. اثر مزبور نخستین کار پژوهشی محمد امینی به‌شمار می‌رود.[۱۶][۱۳]

دو مقاله در دانشنامه ایرانیکا:
- Amini, Moḥammad (2012a). "KASRAVI, AḤMAD ii. ASSASSINATION". Encyclopædia Iranica (به انگلیسی). Vol. ۱۶. New York: Bibliotheca Persica Press. p. ۹۲–۹۴. Archived from the original on 3 June 2012. Retrieved 3 June 2012.
- Amini, Mohammad (2012b). "KASRAVI, AḤMAD v. AS SOCIAL AND RELIGIOUS REFORMER". Encyclopædia Iranica (به انگلیسی). Vol. ۱۶. New York: Bibliotheca Persica Press. p. ۹۷–۹۹. Archived from the original on 20 February 2013. Retrieved 3 June 2012.

## درگذشت
محمد امینی در ۲۴ مهر ۱۴۰۱ در اثر بیماری کرونا درگذشت.